# Löjtnant Chartrand
Löjtnant Chartrand är en fiktiv person, som uppträder både i romanen Änglar och demoner och i filmen med samma namn.
Han är en ung löjtnant i Schweizergardet och samarbetar med kommendör Olivetti och kapten Rocher för att finna antimaterian, som finns gömd i Vatikanen. 
I filmen spelas han av den  danske skådespelaren Thure Lindhardt.